# Calassomys apicalis
Calassomys apicalis é uma espécie de roedor da família Cricetidae. Endêmica do Brasil, é encontrada apenas no estado de Minas Gerais na Serra do Espinhaço. É a única espécie descrita para o gênero Calassomys. 
O roedor possui cauda longa que tem entre 2,5 e 5 cm e tem a ponta branca, e é conhecida popularmente como rato-de-rabo-branco.
A espécie foi descrita em 2014 por pesquisadores na região do Parque Nacional Sempre Vivas, próximo a Diamantina, que, ao analisar o animal, perceberam que não se encaixava em nenhuma espécie já existente. Foram realizados vários estudos morfológicos de características externas da anatomia de órgãos internos, características do crânio e dos dentes molares e outras análises técnicas que permitiram que se apontasse um novo gênero para esse roedor.
O estudo sobre a espécie foi publicados em abril no Journal of Mammalogy, e um parátipo da espécie está depositado na na coleção de mastozoologia do Museu de Zoologia João Moojen, da Universidade Federal de Viçosa.